# 羊篇
羊篇（？年—？年），泰山南城人，羊發之子，西晉散騎常侍。

## 生平
太康二年（公元281年），羊伊弟弟羊篇被封為鉅平侯，作為羊祜的後嗣。羊篇為官清廉謹慎，有一頭私人的牛在官舍里產了牛犢，羊篇搬家時就把牛犢留在官舍。官至散騎常侍，早死。

## 家庭

### 父
- 羊發，羊衜之子，都督淮北護軍。

### 兄弟
- 羊倫：羊發長子，西晉高陽相。
- 羊暨：西晉陽平太守。
- 羊伊：初為車騎將軍賈充掾，後曆平南將軍、都督江北諸軍事，為張昌所殺，追贈鎮南將軍。[2]